# Supercoppa ucraina 2019 (pallavolo femminile)
La Supercoppa ucraina 2019 si è svolta il 9 novembre 2019: al torneo hanno partecipato due squadre di club ucraine e la vittoria finale è andata per la quarta volta consecutiva al Chimik.

## Regolamento
Le squadre hanno disputato una gara unica.

## Squadre partecipanti
| Squadra | Qualificazione                                         | Ultima partecipazione   |
| ------- | ------------------------------------------------------ | ----------------------- |
| Chimik  | Vincitrice Superliha 2018-19/Coppa d'Ucraina 2018-2019 | Supercoppa ucraina 2018 |
| Orbita  | Finalista Coppa d'Ucraina 2018-2019                    | Supercoppa ucraina 2016 |

## Torneo
| 9 novembre 2019 Palazzo Budivel'nyk, Čerkasy Durata: 1h:13 - Spettatori: 530 | Chimik | 3 - 0 | Orbita | 25-20, 25-21, 25-16 |